# ونپکل
ونپکل (به انگلیسی: Venpakal) یک روستا در هند است که در تریواندروم واقع شده‌است.